# Sabine von Kleist
Sabine von Kleist (* 2. Dezember 1933 in Berlin; † 12. Januar 2021 in Titisee-Neustadt) war eine deutsche Ärztin, Krebsforscherin und Lehrstuhlinhaberin für Immunbiologie an der Albert-Ludwigs-Universität Freiburg.

## Leben
Geboren am 2. Dezember 1933 in Berlin, begann Sabine von Kleist (geborene Stadie) nach dem Abitur 1955 an der Schillerschule in Frankfurt am Main das Medizinstudium in
Chicago, das sie ab 1956 an der Johann-Wolfgang-Goethe-Universität in Frankfurt am Main fortsetzte, bis sie 1962 dort ihr medizinisches Staatsexamen ablegte.
Im Rahmen der Promotion 1964 zum Dr. med. absolvierte sie von 1963 bis 1964 ein postgraduales Studium am Immun-chemischen Labor in Villejuif, Frankreich, wo sie 1964 zur Wissenschaftlichen Assistentin ernannt wurde. Während ihrer weiteren Arbeit bis 1977 in Paris promovierte sie 1970 zum Dr. es. sc. an der Sorbonne. Während ihrer Tätigkeit in Paris machte Sabine von Kleist gleichzeitig mit und unabhängig von einer kanadischen Arbeitsgruppe die Entdeckung, dass bestimmte Tumore – vor allem Coloncarcinome – ein Protein ins Blut abgeben, das vom normalen Gewebe nicht gebildet wird. Weil dieses Protein auch von embryonalem Gewebe produziert
werden kann, hat sich dafür der Begriff Carcinoembryonales Antigen (CEA) eingebürgert.
1978 wurde Sabine von Kleist auf den Lehrstuhl für Immunbiologie an der Albert-Ludwigs-Universität Freiburg berufen, den sie bis 1999 innehatte.
1986 bis 2000 war sie stellvertretende Präsidentin der Deutschen Krebshilfe, 1981 bis 1983 Prorektorin der Universität Freiburg und 1987 bis 1989 Prodekan und Dekan der Medizinischen Fakultät der Universität.
1959 heiratete sie Dr. Friedrich Freiherr von Kleist (* 1933), mit dem sie drei Töchter hatte. Sie verstarb am 12. Januar 2021 mit 87 Jahren in Titisee-Neustadt. Befreundet mit Krebshilfe-Gründerin Mildred Scheel blieb Sabine Freifrau von Kleist als Pionierin der Deutschen Krebshilfe in Forschung, Ehrenämtern und im Kampf gegen die Volkskrankheit Krebs über Jahrzehnte bis zu ihrem Tod verbunden.

## Veröffentlichungen (Auswahl)
- Etude d'un antigène spécifique de tumeurs coliques humaines d'origine embryonnaire. Thèse d'université : Sciences naturelles. Biochimie: Paris 6:1970
- Das karzinoembryonale Antigen. Stuttgart : Schattauer, 1983

## Auszeichnungen (Auswahl)
- 1993 erhielt Frau von Kleist die Paracelsus-Medaille der deutschen Ärzteschaft.